# Lyctinae
Lyctinae là một phân họ bọ cánh cứng thuộc họ Bostrichidae.

## Phân loại
Tông Lyctini
- Lyctoxylon
- Lyctus
- Minthea

Tông Trogoxylini
- Trogoxylon